# Harry Secombe
Sir Harry Donald Secombe CBE, (Swansea, 8 september 1921 - Guildford, 11 april 2001) was een komiek, acteur, zanger en tv-presentator uit Wales. Secombe was een lid van het Britse radiokomedieprogramma The Goon Show (1951-1960), waarin hij vele personages speelde, met name Neddie Seagoon. Hij was een ervaren tenor, hij verscheen ook in musicals en films, met name als Bumble in Oliver! (1968) en was in zijn latere jaren een presentator van televisieprogramma's met hymnes en andere devotionele liederen.

## Carrière
Secombe werd geboren in St Thomas, Swansea als derde van vier kinderen van winkeluitbaatster Nellie Jane Gladys-Davies en Frederick Ernest Secombe, een commerciële reiziger en kantoormedewerker voor een groothandel in kruidenierswaren in Swansea. Vanaf elfjarige leeftijd ging hij naar de Dynevor School, een openbare middelbare school in het centrum van Swansea.
Zijn familie waren regelmatige kerkgangers, die behoorden tot de gemeente van St Thomas Church. Als lid van het koor zou Secombe vanaf twaalfjarige leeftijd de sketch The Welsh Courtship uitvoeren op kerkfeesten. Zijn oudere broer Fred Secombe was de auteur van verschillende boeken over zijn ervaringen als anglicaanse priester en rector.

### Als entertainer
Hij maakte zijn eerste radio-uitzending in mei 1944 over een variétéprogramma gericht op de diensten. Na het einde van de oorlog, maar voorafgaand aan demobilisatie, sloot Secombe zich aan bij een groep entertainers in Napels en vormde een komisch duo met Spike Milligan.
Secombe voegde zich in 1946 bij de bezetting van het Windmill Theatre. Na een regionale tourneecarrière kwam zijn eerste doorbraak bij de radio toen hij werd gekozen als vaste komiek voor de Welshe serie Welsh Rarebit, gevolgd door optredens in Variety Bandbox en een vaste rol in Educating Archie.
Secombe ontmoette Michael Bentine in het Windmill Theatre en hij werd voorgesteld aan Peter Sellers door zijn agent Jimmy Grafton. Samen met Spike Milligan schreven de vier een komisch radioscript en Those Crazy People werd gevolmachtigd om voor de eerste keer uit te zenden op 28 mei 1951. Geproduceerd door Dennis Main Wilson, werd dit al snel The Goon Show en de show bleef tot 1960 in de lucht. Secombe speelde voornamelijk Neddie Seagoon, rond wie zich de absurde plots van de show ontwikkelden. In 1955, toen hij in The Goon Show verscheen, werd Secombe door de BBC benaderd om op korte termijn de leiding te nemen in de radiokomedie Hancock's Half Hour. De ster van de show Tony Hancock had de dag voor de live-uitzending van het tweede seizoen besloten om een onaangekondigde pauze in het buitenland te nemen. Secombe verscheen in de hoofdrol voor de eerste drie afleveringen en had een gastrol in de vierde na Hancocks terugkeer. Alle vier de afleveringen zijn verloren gegaan, maar na de ontdekking van de oorspronkelijke scripts werden de afleveringen in 2017 opnieuw opgenomen, waarbij Andrew Secombe de rol van zijn overleden vader vertolkte.
Met het succes van The Goon Show ontwikkelde Secombe een dubbele carrière als zowel komische acteur als zanger. Aan het begin van zijn carrière als entertainer zou zijn act eindigen met een komische versie van het duet Sweethearts, waarin hij zowel de bariton- als de falsetstem zong. Opgeleid onder de Italiaanse maestro Manlio di Veroli, ontpopte hij zich als een belcanto-tenor en had een lange lijst van bestverkochte platen op zijn naam staan.
In 1958 verscheen hij in de film Jet Storm, waarin Dame Sybil Thorndike en Richard Attenborough speelden en in hetzelfde jaar speelde Secombe de titelrol in Davy, een van de laatste films van de Ealing Studios.
Dankzij de kracht van zijn stem kon Secombe in veel musicals optreden. Dit omvatte Pickwick uit 1963, gebaseerd op The Pickwick Papers van Charles Dickens, die hem de nummer 18-hit If I Ruled the World opleverde, zijn latere kenmerkende deuntje. In 1965 werd de show geproduceerd op tournee in de Verenigde Staten, waar hij op Broadway een nominatie kreeg voor een Tony Award voor «Best Actor in a Musical». Secombe scoorde in 1967 zijn grootste hit met zijn versie van This Is My Song, die in april 1967 piekte op nummer 2 in de hitlijsten, terwijl een opname van Petula Clark, die op nummer 1 stond in februari, nog in de top 10 stond. Hij verscheen ook in de musical The Four Musketeers (1967) in Drury Lane, als Mr. Bumble in de film Oliver! (1968) van Carol Reed en in het Envy-segment van The Magnificent Seven Deadly Sins (1971).
Hij speelde verder in zijn eigen televisieshow The Harry Secombe Show, die op eerste kerstdag 1968 debuteerde bij BBC One en tot 1973 eenendertig afleveringen duurde. Een sketch comedy show bevatte Julian Orchard als Secombe's vaste sidekick, de serie bevatte ook gastoptredens van collega Goon Spike Milligan evenals toonaangevende artiesten als Ronnie Barker en Arthur Lowe. Secombe speelde later in soortgelijke media als Sing a Song of Secombe en Secombe with Music van ITV in de jaren 1970.

### Latere carrière
Later in zijn leven trok Secombe (wiens broer Fred Secombe priester was in de kerk in Wales, onderdeel van de Anglican Communion) een nieuw publiek als presentator van religieuze programma's, zoals de Songs of Praise van BBC en Stars on Sunday en Highway van ITV. Hij was ook een speciale programmeringsadviseur voor Harlech Television en presenteerde in 1979 het programma Cross on the Donkey's Back van Thames Television. In de tweede helft van de jaren 1980 sponsorde Secombe persoonlijk het voetbalteam Secombes Knights voor jongens van 9-11 jaar in de plaatselijke West Sutton Little League.
In 1990 was hij een van de weinigen die geëerd werd met een tweede optreden in This Is Your Life, toen hij werd verrast door Michael Aspel bij een signeersessie in een Londense vestiging van WH Smith. Secombe was eerder in maart 1958 een onderwerp van de show geweest toen Eamonn Andrews hem verraste in het BBC Television Theatre.

## Onderscheidingen
In 1963 werd hij benoemd tot Commandeur in de Orde van het Britse Rijk (CBE).
Hij werd in 1981 geridderd en noemde zichzelf gekscherend Sir Cumference (als erkenning voor zijn ronde figuur). Het motto dat hij voor zijn wapen koos was GO ON, een verwijzing naar goon.

## Later leven en overlijden
Secombe leed in 1980 aan buikvliesontsteking. Binnen twee jaar was hij, op advies van artsen, vijf kilo afgevallen. In 1997 kreeg hij een beroerte, waarvan hij langzaam herstelde. Vervolgens kreeg hij in september 1998 de diagnose prostaatkanker. Nadat hij in 1999 een tweede beroerte had gehad, moest hij zijn televisiecarrière opgeven, maar maakte een documentaire over zijn toestand in de hoop andere patiënten aan te moedigen. Secombe had diabetes in het laatste deel van zijn leven.
Secombe overleed op 11 april 2001 op 79-jarige leeftijd aan prostaatkanker in het ziekenhuis in Guildford, Surrey. Zijn as werd bijgezet in de parochiekerk van Shamley Green en een latere herdenkingsdienst om zijn leven te vieren werd gehouden in Westminster Abbey op 26 oktober 2001. Naast familieleden en vrienden werd de dienst ook bijgewoond door Charles, Prins van Wales en vertegenwoordigers van Prins Philip, Hertog van Edinburgh, Anne, Prinses Royal, Prinses Margaret, Gravin van Snowdon en Prins Edward, Hertog van Kent. Op zijn grafsteen staat de inscriptie: Hem kennen was hem liefhebben.
Bij het horen van het overlijden van zijn oude vriend, grapte Spike Milligan: Ik ben blij dat hij eerder stierf dan ik, want ik wilde niet dat hij op mijn begrafenis zou zingen. Maar Secombe lachte het laatst: na Milligans eigen dood het jaar daarop werd een opname van Secombe-zang gespeeld tijdens de herdenkingsdienst van Spike.
Het Secombe Theatre in Sutton, Groot-Londen, draagt zijn naam ter nagedachtenis aan deze voormalige lokale persoonlijkheid. Hij wordt ook met liefde herinnerd in het London Welsh Centre, waar hij de bar opende op St Patrick's Day (17 maart 1971).

## Filmografie
- 1958: Davy (komedie-drama / GB)
- 1968: Oliver (musical / GB)
- 1969: Danach (sciencefiction-komedie / GB)
- 1970: Doctor in Trouble (komedie / GB)
- 1970: Song of Norway (musical / USA)
- 1971: The Magnificent Seven Deadly Sins (komedie / GB)

- Bibsys: 2125236
- Biblioteca Nacional de España: XX1605050
- Bibliothèque nationale de France: cb140668040 (data)
- Gemeinsame Normdatei: 134958845
- International Standard Name Identifier: 0000 0000 6309 8499
- Library of Congress Control Number: n50004937
- MusicBrainz: adcfccd9-30fa-449b-a4bb-4c1e3312912c
- Nationale Bibliotheek van Tsjechië: pna2009482685
- Nationale bibliotheek van Australië: 36169056
- Nationale Bibliotheek van Israël: 987007325086705171
- Nederlandse Thesaurus van Auteursnamen: 071448675
- PIC: 284042
- Système universitaire de documentation: 079903037
- Virtual International Authority File: 39582243
- WorldCat: E39PBJgMFCK3Pqdd6T93mvrXh3